# Hold Your Breath (film)
Hold Your Breath (stilizat ca #HoldYourBreath; în română: „Ține-ți respirația”) este un film de groază american din 2012, regizat de Jared Cohn și avându-i în rolurile principale pe Katrina Bowden și Randy Wayne. Filmul a fost lansat pe 5 octombrie 2012 în Statele Unite.

## Acțiunea filmului
Filmul începe cu un criminal în serie, Dietrich van Klaus, care este executat prin electrocutare, urmărit de rude ale victimelor lui. Acesta  reușește să-l omoare pe directorul închisorii, Warden Wilkes, înainte să fie pus pe scaunul electric de doi ofițeri de poliție.
Ani mai târziu, un grup de prieteni alcătuit din Jerry și sora sa, Samantha, Johnny, Kyle, Natasha, Heath și Tony, pleacă într-o excursie cu mașina. Trecând pe lângă un cimitir, Jerry se panichează și le spune tuturor să își țină respirația, altfel spiritele rele îi pot poseda. Toți o ascultă, cu excepția lui Kyle care fumează marijuana și, drept urmare, este posedat. Grupul de prieteni intră într-o închisoare din apropiere, singurul rămas la mașină fiind Kyle. În morga închisorii, Natasha și Johnny fac sex. Un ucigaș cu mască de metal apare, însă totul se dovedește a fi o farsă făcută de Heath. Între timp, Tony este convins să se așeze pe scaunul electric, în schimbul unei felații făcute de Jerry. O furtună începe subit, Tony întră în panică și este dezlegat, în cele din urmă, de Johnny.
Întorși la mașină și la Kyle, aceștia își continua drumul înspre camping, unde spiritul malefic îl părăsește pe Kyle și îl posedă pe Tony. Acesta se întoarce, cu mașina condusă de Samantha, să găsească un bagaj care le căzuse undeva pe drum. Ceilalți prieteni încep să-și facă griji de plecarea lor și se îndreaptă spre închisoare, unde găsesc corpul neînsuflețit al Samanthei și pe Tony amenințându-i cu o furcă. Îngrijitorul cimitirului, McBride, îl împușcă pe Tony, apoi îi invită pe ceilalți la el acasă, unde le spune că, la aniversarea execuției lui Van Hausen, sufletul acestuia caută corpuri pe care să le posede. McBride și Johnny pleacă în cimitir, în căutarea fantomei. În casă, Jerry, posedată, îi scoate ochii lui Heath cu un mixer, iar Kyle și Natasha îi urmează speriați pe Johnny și McBride. Johnny este posedat de sufletul lui Warden Wilkes, pentru a putea să îl învingă pe Van Hausen. Jerry îl ucide pe Kyle, se luptă cu Johnny, după care sufletele lui Van Hausen și Wilkes părăsesc trupurile posedate și luptă sub formă de spirit. McBride le spune lui Johnny, Jerry și Natasha să plece cu mașina, înainte ca el să fie posedat simultan de cele două spirite și să explodeze.
Cei trei prieteni rămași în viață se întorc la tabără în dimineața următoare, unde Natasha vrea să folosească un telefon pentru a chema ajutoare. Johnny închide ușile mașinii și o înjunghe pe Natasha, cu un cuțit, în ochi. Posedat de Van Hausen, se uită la Jerry, așezată pe locurile din spate; filmul se încheie cu aceasta țipând.

## Distribuție
- Katrina Bowden, în rolul lui Jerry
- Randy Wayne, în rolul lui Johnny
- Erin Marie Hogan, în rolul lui Natasha
- Steve Hanks, în rolul lui McBride
- Brad Slaughter, în rolul lui Tony
- Seth Cassell, în rolul lui Kyle
- Darin Cooper, în rolul lui Warden Wilkes
- Jordan-Pratt Thatcher, în rolul lui Heath
- Lisa Younger, în rolul lui Samantha
- Keith Allen, în rolul lui Van Hausen

## Recepție critică
Filmul a avut parte, în general, de recenzii negative din partea criticlor. Felix Vasquez Jr. de la Cinema Crazed a criticat interpretarea lui Bowden și a încheiat recenzia, spunând despre film că este „un joc prost din partea actorilor, scenariu îngrozitor, un personaj negativ absurd, acțiunea filmului încâlcită, și un titlu care nu are absolut niciun sens.”